# روم (میسیسیپی)
روم (به انگلیسی: Rome) یک منطقهٔ مسکونی در ایالات متحده آمریکا است که در شهرستان سانفلاور، میسیسیپی واقع شده‌است. روم ۴۵٫۱۱ متر بالاتر از سطح دریا واقع شده‌است.